# Resolutie 1009 Veiligheidsraad Verenigde Naties
Resolutie 1009 van de Veiligheidsraad van de Verenigde Naties werd unaniem aangenomen op 10 augustus 1995.

## Achtergrond
In 1980 overleed de Joegoslavische leider Tito, die decennialang de bindende kracht was geweest tussen de zes deelstaten van het land. Na zijn dood kende het nationalisme een sterke opmars, en in 1991 verklaarden verschillende deelstaten zich onafhankelijk. Hierop namen de Servische minderheden in Kroatië en Bosnië en Herzegovina de wapens op, en namen grote delen van het grondgebied in. 
Kroatië zette in de dagen voorafgaand aan resolutie 1009 een groot offensief ("Operatie Storm") in, gevolgd door een Kroatisch-Bosnisch offensief, waarbij de Serviërs werden teruggedrongen en ten slotte gedwongen het Verdrag van Dayton te accepteren.

## Inhoud

### Waarnemingen
Kroatië had niet voldaan aan eisen die de Veiligheidsraad eerder die maand had gesteld. Men was binnen de Veiligheidsraad eveneens bezorgd over de schendingen van het wapenembargo en betreurde dat gesprekken in Genève waren afgesprongen. Toch wilde men binnen de Veiligheidsraad het conflict in ex-Joegoslavië geregeld zien en dus moesten de betrokken landen beginnen met elkaar te erkennen. Ook het grootschalige offensief dat Kroatië op 4 augustus begon, en waardoor het conflict escaleerde, werd betreurd. De beschietingen op burgerdoelwitten werden dan weer veroordeeld. De mensen die gevlucht waren zaten in een zeer ernstige situatie. Vooral de rechten van de lokale Servische bevolking moesten worden beschermd. Ook het geweld dat Kroatië pleegde tegen VN-troepen, met drie doden tot gevolg, werd veroordeeld.

### Handelingen
De Veiligheidsraad eiste dat Kroatië alle militaire acties onmiddellijk staakte en:
a. de rechten van de Servische bevolking respecteerde,
b. humanitaire organisaties toegang tot hen gaf,
c. de terugkeer van vluchtelingen mogelijk maakte.
Ook moest Kroatië de status van het VN-personeel respecteren en de verantwoordelijken van aanvallen op hen berechten. Het land werd ook opgeroepen de gesprekken te hervatten.
Secretaris-generaal Boutros Boutros-Ghali werd gevraagd binnen de drie weken te rapporteren over de uitvoering van deze resolutie. De Veiligheidsraad zou verdere maatregelen overwegen om de naleving van deze resolutie te bewerkstelligen.

## Verwante resoluties
- Resolutie 1003 Veiligheidsraad Verenigde Naties
- Resolutie 1004 Veiligheidsraad Verenigde Naties
- Resolutie 1010 Veiligheidsraad Verenigde Naties
- Resolutie 1015 Veiligheidsraad Verenigde Naties

Lijst ·  970 ·  971 ·  972 ·  973 ·  974 ·  975 ·  976 ·  977 ·  978 ·  979 ·  980 ·  981 ·  982 ·  983 ·  984 ·  985 ·  986 ·  987 ·  988 ·  989 ·  990 ·  991 ·  992 ·  993 ·  994 ·  995 ·  996 ·  997 ·  998 ·  999 ·  1000 ·  1001 ·  1002 ·  1003 ·  1004 ·  1005 ·  1006 ·  1007 ·  1008 ·  1009 ·  1010 ·  1011 ·  1012 ·  1013 ·  1014 ·  1015 ·  1016 ·  1017 ·  1018 ·  1019 ·  1020 ·  1021 ·  1022 ·  1023 ·  1024 ·  1025 ·  1026 ·  1027 ·  1028 ·  1029 ·  1030 ·  1031 ·  1032 ·  1033 ·  1034 ·  1035